# Óscar Cortés
Óscar Fernando Cortés Corredor, född 19 oktober 1968, är en colombiansk före detta professionell fotbollsspelare som spelade som försvarare för fotbollsklubben Millonarios mellan 1990 och 2003. Han spelade också tre landslagsmatcher för det colombianska fotbollslandslaget mellan 1993 och 1994.
Cortés vann två ligamästerskap med Millonarios (1990 och 1996).